# Meredith Monk
Meredith Jane Monk (Nova York, 20 de novembre de 1942) és una compositora, coreògrafa i ballarina estatunidenca amb una llarga trajectòria. Des de mitjans de la dècada dels 60 ha destacat per les seves creacions multidisciplinàries que combinen música, teatre i dansa així com a compositora de bandes sonores de llargmetratges com El gran Lebowski o Notre musique.
Entre els seus espectacles destaquen Education of the Girlchild (1972), Recent Ruins (1979) o Turtle Dreams (1982) que solen estar definits per un caràcter oníric. El 1991 va compondre l'òpera Atlas juntament amb la Houston Grand Opera.

## Primers anys
Meredith Monk és filla de l'empresari Theodore Glenn Monk (1909-1998) i la cantant Audrey Lois Monk ( de soltera Audrey Lois Zellman; 1911-2009), a la ciutat de Nova York, Nova York .  La seva mare, una cantant professional de música popular i clàssica coneguda amb el nom artístic d'Audrey Marsh, era filla de músics professionals: el baix-baríton jueu rus Joseph B. Zellman, i Rose (Kornicker) Zellman, una pianista de concert d'origen jueu alemany de Filadèlfia. La música ja havia estat present a la història de la seva família d'inclús abans, ja que el seu rebesavi havia estat cantor a Rússia. Meredith té una germana, Tracy (nascuda el 1948).
Als tres anys, a Monk li van diagnosticar estrabisme, el qual va provocar diversos problemes de coordinació, així que la seva mare la va apuntar a un programa de rítmica Dalcroziana amb Lola Rohm, una tècnica que integra música i moviment. Meredith Monk explica que "ha influït en tot el que he fet. És per això que la dansa, el moviment i el cinema són tan integrals a la meva música. És per això que percebo la música de manera tan visual". Després, a Nova York, va estudiar tècnica Humphrey-Weidman i als deu anys va estudiar ballet. D'adolescent va estar estudiant cant amb la professora de la seva mare.
Tot i que des de petita Monk ja cantava i tocava el piano, Monk no va voler rebre educació tradicional en un conservatori, sinó que va estudiar al Sarah Lawrence College a Bronxville, una petita universitat d'arts liberals amb un currículum innovador. Allà va destacar com a coreògrafa, Bessie Schöenberg va destacar el seu talent, i el 1964 va estrenar Timestop, una dança molt avançada per una alumna de 21 anys.
Les classes de composició amb Robert Dunn la van portar a confraternar amb els ideals del Judson Dance Theater, un col·lectiu de compositors, coreògrafs i artistes visuals que va sorgir d'una classe del mateix Robert Dunn el 1961 a l'estudi de Merce Cunningham. Tot i compartir-hi molt, Monk hi mantenia diverses diferències ideològiques, ja que a ella li interessaven la teatralitat, el personatge, la transformació i la narrativa. Les seves experiències amb l'associació en general i amb alguns artistes en concret que també en formaven part però compartien les mateixes diferències de pensament que Monk, van definir moltes de les idees que després formaren part de les seves obres.

## Trajectòria
Meredith Monk és coneguda principalment per les seves innovacions vocals que inclouen un ampli ventall de tècniques expandides desenvolupades per primer cop en les seves actuacions en solitari abans de formar part de cap conjunt. El desembre de 1961, va aparèixer a l'Actor's Playhouse de Greenwich Village (Nova York) amb el Judson Dance Theater com a ballarina solista en una obra de teatre d'off-Brodway adaptant A Christmas Carol de Charles Dickens, titulada Scrooge (música i lletra de Norman Curtis; dirigida i coreografiada per Patricia Taylor Curtis).
Monk va aparèixer als esdeveniments Celestials i The Tart de Dick Higgins del moviment Fluxus i al 1965 va participar al festival vanguardista de Nova York tant estrenant dues obres seves; Radar i Blackboard, com realitzant l'escenari per l'obra de teatre dadaista d'Erik Satie Relâche.
16 Millimiter Earrings de 1966 ja mostra moltes de les carecterístiques fonamentals de la resta de la seva obra. Es de les seves primeres obres en utilitzar el magnetòfon i s'hi observa el "visual rhyming" o "rima visual" que ella mateixa descriu.
El 1968, Monk va fundar The House, una empresa dedicada a un enfocament interdisciplinari de l'actuació. Amb aquesta companyia van començar a organitzar espectacles, com Vessel i Juice, que incloien el desplaçament tant dels actors com del públic, cosa que feia la seva reproducció en una altra ciutat o escenari molt complicada, tot i que Monk va reinterpretar Vessel per representar-la a Berlin. Les actuacions de Monk han influït molts artistes, inclòs Bruce Nauman, a qui va conèixer a San Francisco el 1968.
Als anys 70 va començar a fer recitals vocals molt poc convencionals que sobtaven al públic. Algunes de les obres vocals, tot i que en ens recitals s'interpretaven de manera independent, havien estat originalment pensats per acompanyar altres coses, ja que per Monk la música moltes vegades era l'argamassa que ho empastava tot. En aquestes interpretacions utilitzava les seves tècniques vocals expandides.
El 1975 va estrenar Quarry, que molts consideren una obra mestra i en la que ella interpreta una persona somniant, quieta al centre de diverses escenes que tenen lloc a la vegada.
El 1978, Monk va formar The Meredith Monk & Vocal Ensemble (de la mateixa manera que altres conjunts similarment formats per companys músics, com Steve Reich i Philip Glass), per explorar textures i formes vocals noves i més àmplies, sovint acompanyades de textures instrumentals mínimes (no minimalistes). Monk va desenvolupar una llarga relació amb el Walker Art Center de Minneapolis que avui encara exposa la seva obra. Durant aquest període Monk va gravar Dolmen Music (1979), el seu primer àlbum publicat el 1981 a la discogràfica de Manfred Eicher; ECM.
A la dècada de 1980, Monk va escriure i dirigir dues pel·lícules, Ellis Island (1981) i Book of Days (1988). Aquests van néixer de la idea que explica a les notes de l'enregistrament de l'ECM; "Un dia de l'estiu de 1984, mentre escombrava el terra de casa meva al camp, em va venir la imatge d'una noia (en blanc i negre) i un carrer medieval de la comunitat jueva (també en blanc i negre)". A part de la pel·lícula, existeixen diferents versions d'aquesta peça. Dos són per a la sala de concerts, i un disc, produït per Meredith Monk i Manfred Eicher.

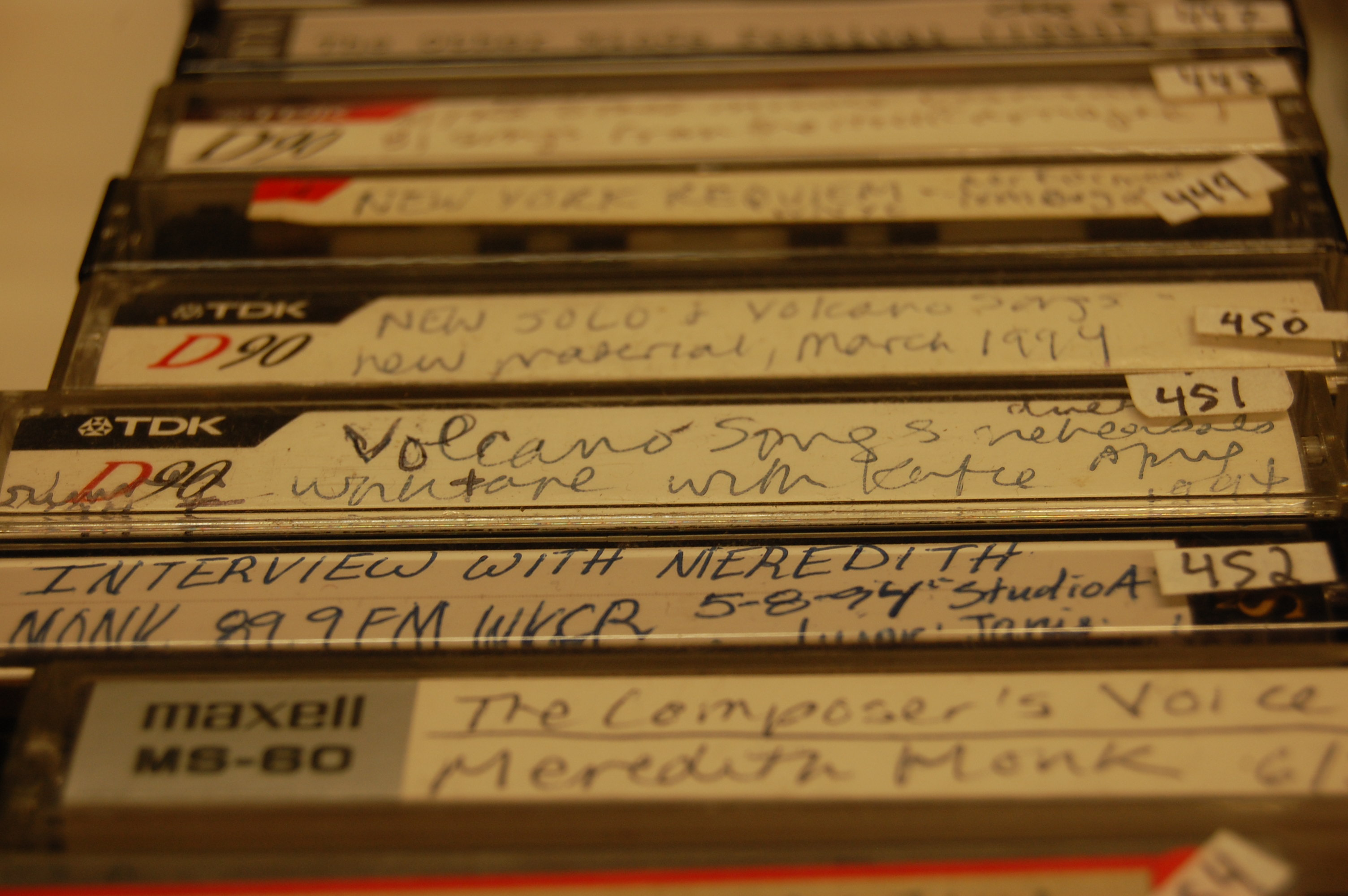
Cassets de diverses actuacions de Meredith Monk

A principis de la dècada de 1990, Monk va compondre una òpera anomenada Atlas, que es va estrenar a Houston, Texas, el 1991. També ha escrit peces per a conjunts instrumentals i orquestres simfòniques . La seva primera obra simfònica va ser Possible Sky (2003). El va seguir Stringsongs (2004) per a quartet de corda, que va ser encarregat pel Kronos Quartet . L'any 2005, es van celebrar esdeveniments arreu del món per celebrar el 40è aniversari de la seva carrera, incloent un concert al Carnegie Hall amb Björk, Terry Riley, DJ Spooky (que va samplejar a Monk al seu àlbum Drums of Death ), Ursula Oppens, Bruce Brubaker, John Will Zorn i Bangar, i el conjunt de nova música Alarm Will Sound i Bang on a Can, així com amb el Pacific Mozart Ensemble . Meredith Monk ha estat compositora en residència al Carnegie Hall fins al 2015.
En una entrevista, Monk va dir que algunes de les seves músiques preferides són la música brasilera, especialment els enregistraments de Caetano Veloso, la música de Mildred Bailey ("la gran cantant de jazz dels anys 30 i 40") i el cicle per a piano de Bartók Mikrokosmos .

## Mèrits i repercussió

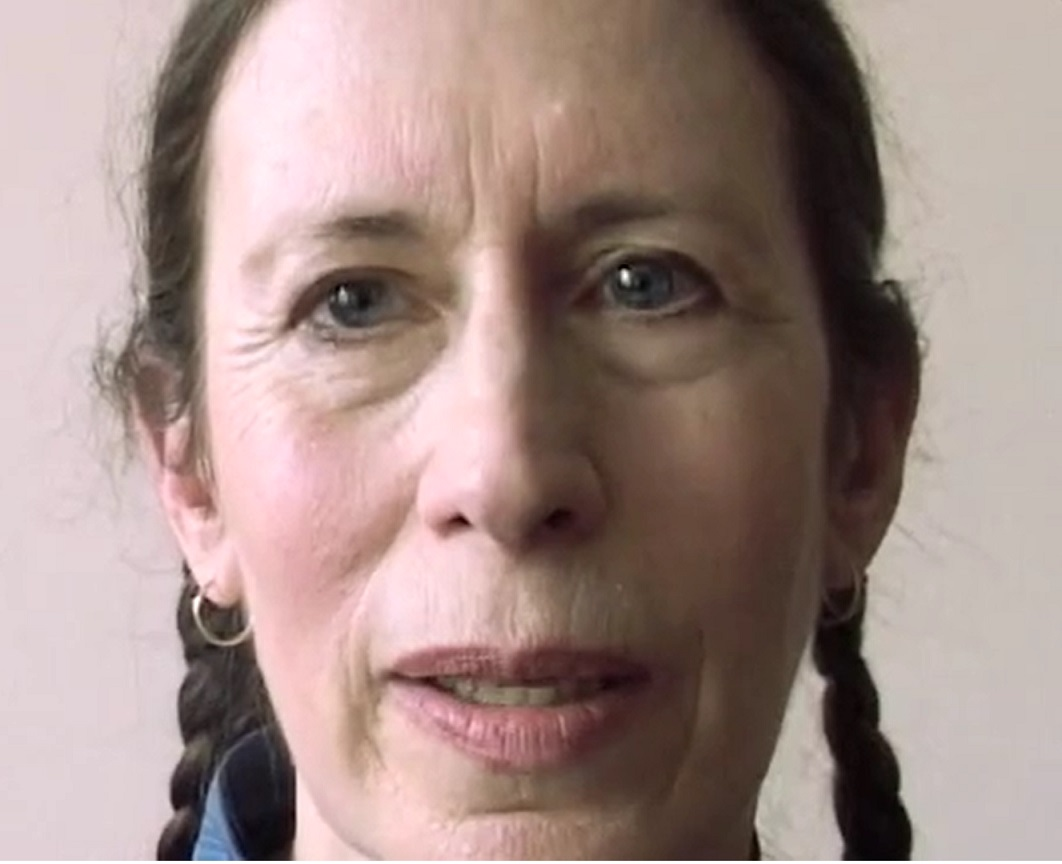
Meredith Monk a Retrats parlants

Monk va guanyar una beca MacArthur i el Creative Capital Award en la disciplina de les arts escèniques. També va guanyar sis vegades la beca MacDowell (1987, 1988, 1994, 1996, 2001, hivern de 2007). Va estar guardonada com a Doctora honoris causa en Arts del Bard College, la University of the Arts (Filadelphia), la Juilliard School, el San Francisco Art Institute i el Boston Conservatory . El 1979 es va produir i distribuir el joc de cromos Supersisters; una de les cartes portava el nom i la imatge de Monk. El 1985, Monk va guanyar un premi Obie a l'excel·lència sostinguda per les seves contribucions a la comunitat off-Broadway.
El 2007, va rebre a Itàlia el Premi Internacional Demetrio Stratos a l'experimentació musical. El 10 de setembre de 2015, el president dels Estats Units, Barack Obama, va entregar a Monk una National Medal of Arts, l'honor més alt dels Estats Units concedit per èxits en el camp de les arts. Monk va rebre el premi Dorothy i Lillian Gish el 2017.
La seva música ha estat utilitzada en pel·lícules de David Byrne ( True Stories, 1986), els Coen Brothers (The Big Lebowski, 1998), Jean-Luc Godard (Nouvelle Vague, 1990 i Notre musique, 2004) i a The Rapture (1991). L'artista de hip-hop DJ Shadow va samplejar Dolmen Music a la cançó " Midnight in a Perfect World" (Endtroducing....., 1995). La cantant francesa Camille va fer un homenatge explícit a Meredith en la seva cançó "The Monk" (Music Hole, 2008) que en la seva composició també evocava l'obra de Monk. El 2014, la seva música també va aparèixer a la sèrie d'HBO True Detective .

## Principis compositius
Meredith Monk compon les seves obres artístiques partint de principis com l’espiritualitat o la connexió corporal. Les seves obres, interdisciplinàries, es relacionen per una sèrie de motius compositius que són l’arrel de l’obra produïda per Meredith.
L’art com a pràctica espiritual. A partir d’influències budistes com la presència, la fluïdesa del temps o la interdependència, l’obra de Monk es relaciona amb l’espiritualitat de manera directa. Com diu ella mateixa: “Sempre he volgut que el meu treball sigui de benefici. Que desperti a la gent”. És per això que un dels principis compositius en els quals es basa Meredith a les seves obres és la relació espiritual.
Un altre principi que busca Monk, tracta sobre trobar una manera d'establir la veu com a llenguatge fent que transcendeixi el significat de la paraula. Per fer-ho utilitza la veu com un instrument, no fa servir sons relacionats amb la paraula i d’aquesta manera connecta de forma universal amb moltes cultures. “La veu és un llenguatge en si mateix, molt eloqüent. Pot delimitar energies i sentiments per a aquells que no tenim veu” diu Meredith Monk a una entrevista a New Music USA.
Un altre principi que fa servir, més de forma metòdica, es basa en la "ment de principiant". Es mentalitza per enfrontar el procés creatiu com si es tractés del primer cop, sense preconcepcions o tendències. D’aquesta manera, descobreix noves formes i sons intuïtivament. A una entrevista amb NPR diu “intento no tenir la motxilla del passat influent en aquest moment. Si pots fer això i tenir aquesta quietud, les coses comencen a revelar-se”.
Des dels tres anys, a Monk se la va instruir en rítmica dalcroziana, una metodologia d'ensenyament musical que es basa en els moviments corporals. Aquesta concepció musical i corporal la va influir en el seu enfocament artístic, buscant la sinergia entre música, moviment i espai.  “Dalcroze va ser meravellós per a mi perquè era musical, però el moviment no era tan fàcil per a mi. Crec que molts dels altres nens estaven aprenent música a través dels seus cossos, mentre que jo estava aprenent el meu cos a través de la música”
Per acabar, Monk utilitza la veu i el gest per dissoldre el llenguatge i la identitat, buscant un resultat més pur. Podríem parlar de la "decreació" entenent-la com l’eliminació dels elements superflus per arribar al fonamental. Estudiosos de la seva obra comenten que “La proposta de la compositora desborda de si mateixa per presentar-se… agafada a un grau zero de significat, assegut en un estadi primigeni des del que l'expressió no significa res més que la seva sonoritat”
Monk d’altra banda, està compromesa amb la tradició oral. Exposa que la tradició de notació occidental congela formes que podrien ser molt més flexibles alhora de la interpretació en viu. I com també, la notació limita l’expressió dels canvis pel que fa al color i timbre vocal, que justament és un aspecte distintiu de les seves composicions. “Amb la meva música és difícil capturar en paper l’essència i els principis”. "I bàsicament, he treballat en el que anomenaria tradició oral, ja que transmeto el material cara a cara o treballo realment amb les persones que estan cantant, en comptes d’aprendre mirant una partitura”.
Monk a part de treballar en la seva pròpia obra té cursos d’acompanyament cap a la seva metodologia vocal. S’anomena “Monk Performance Practice”. En una entrevista per telèfon identifica cinc principis que considera integrals per potenciar la seva pràctica com a instructora.
- Primer principi: La veu és capaç de crear varietat de sons il·limitadament.
- Segon principi: Els cossos dels cantants son una part integral de l’expressió musical.
- Tercer principi: La música coral de Monk hauria de cantar-se de memoria, i freqüentment sense director.
- Quart principi: La música de Monk s’ahuria de cantar amb Vibrato mínim, amb vocals anivellades i una entonació excel·lent.
- Cinqué principi: Els directors haurien de preocupar-se de triar completament el tempo, adherint-se a les marques de Monk tan estrictament com sigui possible.

Aquestes indicacions es descriuen a partir de tres obres vocals: Panda Chant II, Quarry i Fields/Clouds.

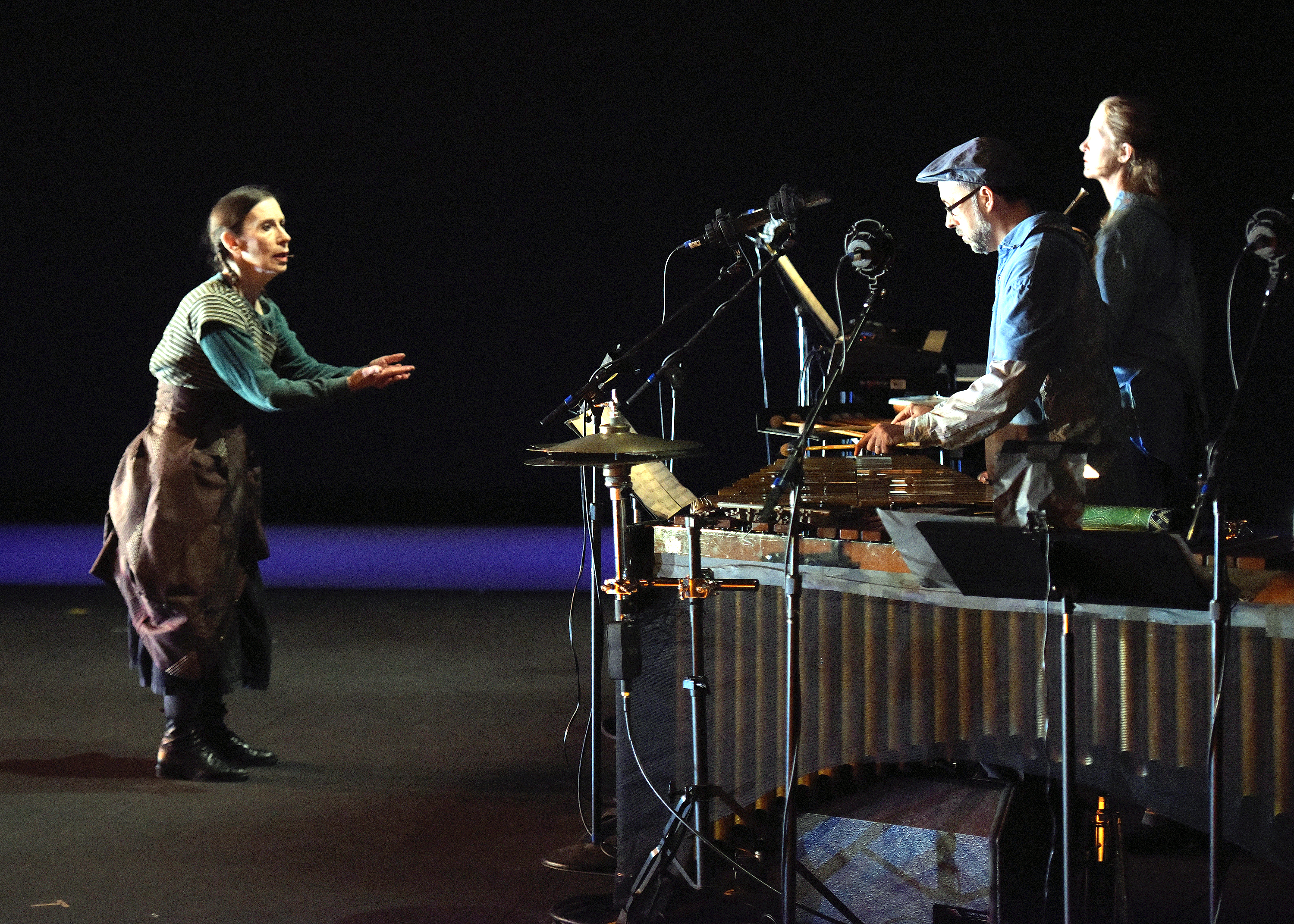
Meredith Monk interpretant On Behalf of Nature al Harvey Theatre al 2014

### Principis compositius: Obra vocal
Una part de la fama de Monk es deu a les tècniques vocals que va desenvolupant al llarg de la seva trajectoria. Una de les primeres aportacions la fa l'any 1965, on exposà:  "dins la veu hi podria haver diferents textures, colors, maneres de produir so, diferents gèneres i edats, personatges, maneres de respirar, paisatges". Amb els anys, ha perfeccionat el seu instrument vocal fins al punt que gairebé qualsevol so sembla possible; trillats glotals, microtons, ul·lulacions, gemecs, xiuxiueigs, cant armònic, cant tirolès…
Els desenvolupaments filosòfics que fa al voltant de la veu és poden escoltar en format sonor, peçes com Dolmen Music (1979) i Do You Be (1987) és destaquen per la força i centralitat vocal que revelen per se. El desig de jugar amb el caràcter tridimensional de la paraula, per expossar la veu, desde les fisures, els doblecs i les esquerdes.

### Principis compositius: Obra teatral
Una gran part de les obres de Meredith Monk son representacions escèniques que es poden incloure en disciplines com el teatre i l’òpera. Intrínsecament es reflecteixen els mètodes compositius que formen part de l’únivers creatiu de Monk. El bagatge i la formació de Meredith Monk com a ballarina i coreògrafa li permeten replantejar-se el significat i la fenomenologia de l'escenografia; donant-li una profunda comprensió de l’organització espacial.
L’òpera és un gènere que recull com eixos centrals la música, el cant i l’acció escènica. Monk s’immergeix en aquest art i crea múltiples obres d’aquest caràcter. Per exemple, Vessel (1971) Quarry (1976).
Per a Meredith Monk el teatre és sagrat. Les criatures elementals, els personatges arquetípics als quals dona vida en ella, mites i llegendes; que semblen encarnacions o una veritat primitiva i possibilitats perdurables d’un futur. Malgrat l'"atemporalitat" de la seva obra, sempre és molt fonamentat en una actualitat. Els seus temes i les seves preocupacions són alhora nostres.

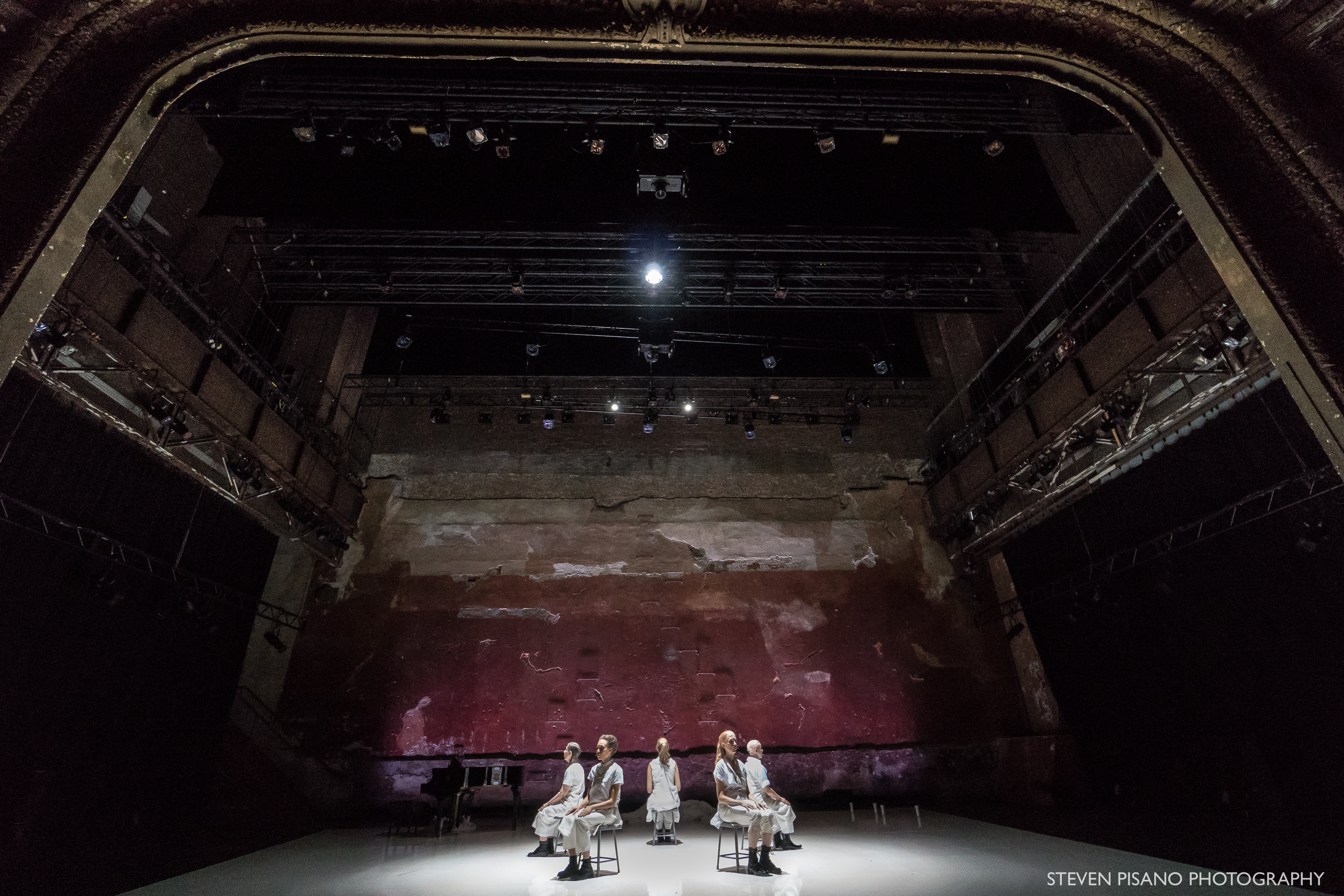
Escenografia de l'obra Cellular Songs al Harvey Theatre al 2018

Monk és intèrpret i a la vegada és creadora i observadora de l’espai que ella ha imaginat. Forja nous diàlegs transdisciplinaris. El teatre de Monk és un espai de transmutació i transfiguració. Dins d’aquesta anòmia, d’aquest tall en l'espaitemps, la construcció de les seves obres escèniques tenen en comú la simbologia de tots els elements que treballen alhora. Needle-brain Lloyd and the Systems Kid (1970) és descrita per ella com una pel·lícula en viu. En una de les seves primeres produccions escèniques comença a treballar amb la idea de “compositive-theatre” i “non-verbal opera”. Operar amb eines com la "decreació", permet que tots els components en escena estiguin dissenyats desde zero, com ara moviment, disfresses, llums, objectes… 
Una altra vía d'expressió per construir aquestes peçes és el dibuix: "Dibuixo per clarificar els meus conceptes i obtenir una vista general de l'obra en la que estic treballant". Des del 1960 comença a fer mapes, plànols de planta per les seves peces escèniques. Això també l'ajuda a reflexionar sobre la relació entre intèrpret i públic, inclús per invertir aquesta dicotomia i provocar la immobilitat en l'interprèt i el moviment en el públic.

### Principis compositius: Obra filmogràfica
Tot i no ser tan coneguda, Meredith Monk també ha creat obres audiovisuals, films que es relacionen profundament amb els principis compositius de la seva obra artística global.
Book of days (1989) conceptualitza el temps alhora que sintetitza el contingut jueu de la seva obra. Combina imatges medievals d'un petit poble francés amb escenes contemporànies a Ellis Island, buscant la relació entre passat i present. La seva estructura és no-lineal, circular, i reforça el caràcter de la veu com a element expressiu que trascendeix del llenguatge verbal.
Ellis island (1981) tracta sobre la immigració i la memòria col·lectiva. Per fer-ho, crea una experiència sensorial que inclou música, moviment i imatges històriques. Aquest curtmetratge és un exemple sobre la influència de l’eurítmia Dalcroze per la manera en que la música i el moviment s’entrellacen.
En aquestes dues pel·lícules utilitza el mateix recurs per representar el temps. Les imatges en blanc i negre pertànyen al passat i les de color al present; la música representarà l'atemporalitat.
Turtle dreams (1983) és un exemple de la “ment de principiant”, a partir d’aquest concepte crea una obra que destaca per utilitzar sons no verbals que connecten directament amb emocions. Aquesta obra va passar per molts estadis de construcció, passant per diferents formats: Turtle Dreams (Waltz) (concert de música amb pel·lícula, 1981) i Turtle Dreams: Cabaret (1983). Monk, en aquest cas situa el públic dins l'escenari, per a què no siguin només espectadors, explica: “Si comences per la música i en poses uns quants més teatrals elements, pots aconseguir cabaret. Així és com Turtle Dreams es va convertir en cabaret.

## Llistat d'obres

### Obra Vocal i Teatral
Monk utilitza la veu com un instrument principal que crea paisatges sonors que evoquen a rituals i estats emocionals profunds. Les tècniques vocals no convencionals s’integren en estructures musicals curosament elaborades.
Obres com Dolmen Music (1979), Songs from the Hill (1976) i Our Lady of Late (1972) són un clar exemple de l’ampliació expressiva de la veu que va fer en aquella època l’obra vocal de Meredith Monk.
Llistat d'obres:
- 16 Millimeter Earrings per veu, guitarra i magnetòfon (1966)
- Blueprint: Overload/Blueprint 2 per veu, echoplex i magnetòfon (1967)
- Dying Swan with Sunglasses (1967)
- Blueprint (3), (4) (1968)
- Co-op (1968)
- Juice: A Theater Cantata per 85 veus, guimbarda i dos violins (1969)
- Needle-Brain Lloyd and the Systems Kid per 150 veus, orgue elèctric, guitarra i flauta travessera (1970)
- Vessel: An Opera Epic per 75 veus, orgue electrònic, dulcimer i acordió (1971)
- Paris for piano, duo de veu (1972)
- Our Lady of Late veu i copa de vi (1972)
- Education of the Girlchild: an Opera per 6 veus, orgue elèctric i piano (1972–73)
- Chacon per 25 veus, piano i percussió (1974)
- Anthology and Small Scroll per veu sola, piano i flauta de bec soprano (1975)
- Venice/Milan per 15 veus i piano a 4 mans (1976)
- Quarry: An Opera per 38 veus, 2 harmòniums, 2 flautes de bec soprano i magnetòfon (1976)
- Songs from the Hill per veu sola (1976)
- Tablet per 4 veus, piano a quatre mans i dos flautes de bec soprano (1976)
- The Plateau Series per 5 veus i magnetòfon (1977)
- Recent Ruins per 14 veus, piano i 2 orgues elèctrics (1979)
- Dolmen Music per 6 veus, violoncel i percussió (1979)
- Turtle Dreams (Waltz) per 4 veus i 2 orgues elèctrics (1980)
- Specimen Days per 14 veus, piano i 2 orgues elèctrics (1981)
- View No. 2 per veu i piano (1982)
- Tokyo Cha-Cha per 6 veus i 2 orgues elèctrics (1983)
- 2 Men Walking per 3 veus i orgues elèctrics (1983)
- The Games per 16 veus, sintetitzadors, teclats, gaites belgas, gaites, suona i rauschpfeife (1983)
- Astronaut Anthem per cor a capela (1983)
- Panda Chant I per 4 veus (1984)
- Panda Chant II per 8 veus (1984)
- Graduation Song per 16 veus (1984)
- City Songs (1984)
- Book of Days per 25 veus, sintetitzador i piano, o 7 veus i sitetitzador (versió de cambra) (1985) enregistrat per ECM
- Scared Song cançó per veu, sintetitzador i piano (1986)
- I Don't Know cançó per veu i piano (1986)
- Double Fiesta veu i 2 pianos (1986)
- String veu sola (1986)
- Duet Behavior per 2 veus (1987)
- The Ringing Place per 9 veus (1987)
- Cat Song per veu sola (1988)
- Processional per piano i veu (1988)
- Light Songs per veu sola (1988)
- Fayum Music per veu, dulcimer percudit i doble ocarina (1988)
- Book of Days (banda sonora) per 10 veus, violoncel, xeremia, sintetitzador, dulcimer percudit, gaita i viola de roda (1988)
- Atlas: An Opera in Three Parts per 18 veus, 2 teclats, clarinet, clarinet baix, sheng, saxo de bambú, 2 violins, viola, 2 violoncels, trompa, percussió, xeremia (1991)
- Three Heavens and Hells per 4 veus (1992)
- Volcano Songs duet de veus (1993)
- St. Petersburg Waltz per piano i 2 veus (1993)
- New York Requiem per veu i piano (1993)
- Volcano Songs per veu, veu amb veus enregistrades amb magnetòfon i piano (1994)
- American Archaeology #1: Roosevelt Island per 9 veus, orgue, baix, tambor medieval i xeremia (1994)
- Star Trek: Envoy per compondre/dirigir/representar al Den-Kai/Krikiki Ensemble (1995)
- Nightfall per 16 veus (1995)
- A Celebration Service (1996). Per a tretze personatges: cantants, lectors, ballarins i teclistes.[34]
- The Politics of Quiet per 10 veus, 2 teclats, trompa, violí i saltiri d'arc (1996)
- Magic Frequencies per 6 veus, 2 teclats, percussió, theremin i violí (1998)
- Cello Study #1 per violoncel i veu (1999)
- Eclipse Variations per 4 veus, esraj i sampler (enregistrat en surround sound, comissió d'Starkland) (2000)
- Micki Suite per 4 veus (2000)
- mercy per 7 veus, 2 teclats, percussió, diversos vents fusta i violí (2001)
- When There Were Work Songs per ensemble vocal (2002, comissió del Western Wind Vocal Ensemble)
- Last Song per veu i piano (2003)
- impermanence (part 1) per 8 veus, piano, teclat, marimba, vibràfon, percussió, violí, diversos vents fusta i roda de bicicleta (2004)
- Night per 8 veus, saltiri d'arc i orquestra de cambra (1996/2005)
- impermanence (part 2) per 8 veus, piano, teclat, marimba, vibràfon, percussió, violí, vents fusta i roda de bicicleta (2006)
- Songs of Ascension per ensemble vocal, vents fusta, percussió, shrutis i quartet de corda (2006, commissioned by the Kronos Quartet, with Ann Hamilton)
- Basket Rondo per 6 veus (comissió del Western Wind Vocal Ensemble (2007)
- Weave per veus, cor i orquestra (comissió del Grand Center Inc i la Los Angeles Master Chorale) (2010)
- Quilting per 9 veus (2011)
- On Behalf of Nature per 8 veus, violí, teclats, trompa, clarinet, clarinet baix, clarinet contrabaix, flautes travesseres de fusta, cibràfon, marimba i percussió (2013)

### Obra instrumental
Tot i que l’obra musical de Meredith Monk és més prolífica en l'àmbit vocal, també trobem un repertori d’obres instrumentals compostes per l’artista.
Destaquen composicions com París (1973) i St. Petersburg Waltz (1994) per a piano sol, o Ellis Island (1986) i Parlour Games (1988) per a dos pianos. També trobem obres per a música de cambra com Stringsongs (2004), escrita pel Kronos Quartet, i composicions orquestrals com Possible Sky (2003).
El conjunt d’aquestes obres destaquen per la gran expressivitat que contenen. Tot i que no tan conegudes com les vocals, les obres instrumentals de Meredith Monk són un altre gran exemple de l’obra d’aquesta artista.
Llistat d'obres instrumentals:
- Plainsong for Bill's Bojo per orgue elèctric (1971)
- Paris per piano sol (1972)
- Ellis Island per dos pianos (1986)
- Window in 7's per piano sol (1986)
- Parlour Games per dos pianos (1988)
- Phantom Waltz per dos pianos (1990)
- St. Petersburg Waltz per piano sol (1994)
- Steppe Music per piano sol (1997)
- Clarinet Study #4, per clarinet sol (1999)
- Cello Study #1 per violoncel i veu (1999)
- Trumpet Study #1 per trompeta sola (1999)
- Possible Sky per orquestra i cambra de veu (comissió de Michael Tilson Thomas per a la "New World Symphony", 2003)
- Stringsongs per quartet de corda (comissió del Kronos Quartet, 2004)

## Discografia
Meredith Monk és una artista que pertany a la discogràfica ECM des de l'any 1981 fins a l'actualitat amb el llançament de l'àlbum Dolmen Music. Abans d'aquest període enregistra les seves primeres produccions amb altres segells discogràfics.
- Key (Increase Records, 1971 / Lovely Music, 1977 i 1995)
- Our Lady of Late (Minona Records, 1973 / wergo, 1986)
- Songs from the Hill/Tablet (wergo, 1979)
- Dolmen Music (ECM, 1981)
- Turtle Dreams (ECM, 1983)
- Do You Be (ECM, 1987)
- Book of Days (Album deMeredith Monk)|Book of Days (ECM, 1990)
- Facing North (ECM, 1992)
- Atlas: An Opera in Three Parts (ECM, 1993)
- Volcano Songs (ECM, 1997)
- Mercy (ECM, 2002)
- Impermanence (ECM, 2008)
- Beginnings (Tzadik, 2009), composicions del 1966 al 1980
- Songs of Ascension (ECM, 2011)
- Piano Songs (ECM, 2014)
- On Behalf Of Nature (ECM, 2016)
- Nightfall (Noel Akchote, 2016)
- Memory Game (Cantaloupe, 2020)

## Filmografia
Meredith Monk comença a fer produccions de films com a resultat de les seves exploracions sobre les possibilitats que ofereixen la varietat de formats d'interpretació i escenificació. Per a Monk les pel·lícules seran un altre lloc per expressar-se i desafiar la temporalitat. Col·labora amb Ping Chong, un artista escènic, amb Catherine Tatge productora de cinema i amb Amy Schatz qui li produeix Book of Days. Per produir les pel·lícules col·labora amb The House Foundation for the Arts, una institució empresarial creada per Monk al 1968.
- 1983 — Turtle Dreams - Pel·lícula d'accés públic.
- 1989 — Book of Days. Directora i coguionista amb Tone Blevins.
- 1993 — The Sensual Nature of Sound: 4 Composers – Laurie Anderson, Tania León, Meredith Monk, Pauline Oliveros. Dirigida per Michael Blackwood.
- 1983 — Four American Composers "Meredith Monk." Dirigida per Peter Greenaway.
- 1983 — The Games
- 1996 — Speaking of Dance: Conversations With Contemporary Masters of American Modern Dance. No. 22: Meredith Monk. Festival de dança dels Estats Units. Dirigit per Douglas Rosenberg.
- 2020 – ECM50 | 1981 – Meredith Monk: "Dolmen Music", petit documental sobre la obra de Meredith Monk per ECM Records, dir. Ingo J. Biermann, 2020, 21 min.[39]
- 2025: Monk in Pieces, una pel·lícula documental[40]